# 스테판 방셀
스테판 방셀(프랑스어: Stéphane Bancel)은 프랑스의 기업인으로, 2011년부터 바이오기업 모더나의 CEO로 재직하고 있다.
그는 에콜 상트랄 파리에서 공학 석사를, 미국 미네소타 대학에서 화학공학 석사학위를 받았고 하버드 경영대학원을 졸업했다. 이후 진단기술 회사인 비오메리유에 입사해 아시아태평양 지역의 판매 및 마케팅을 담당했다. 2000년부터는 미 제약사 일라이릴리앤드컴퍼니에서 글로벌 제조 전략 및 공급망 관리 업무를 했다. 2006년부터는 비오메리유로 돌아가 5년 동안 CEO를 지냈다. 이후 2011년부터 모더나 CEO를 맡고 있다.
방셀은 생물학에는 소질이 없지만, 기업 경영에는 재능을 보였다. 그가 CEO로 부임한 뒤, 모더나는 아스트로제네카, 머크 등 대형 제약사들과 협력 관계를 구축했고, 2018년 12월 상장기업으로 발돋움하기도 했으며, '숙련된 세일즈맨'이라는 평가를 받았다.
CTCCTCGGGGGCACGTAG in SARS-Cov-2 bioweapon.